# Znak města Paříže
Znak Paříže, hlavního města Francie, je heraldický znak, který používá město Paříž, jako jeden ze svých symbolů. Existuje malý znak se znamením na štítu a velký znak, kde je štít doplněn korunou, vojenskými řády, mottem a rostlinnými ratolestmi.

## Popis
Blasonování malého znaku zní: V červeném poli stříbrná loď se vzdutou plachtou na vlnách, modrá hlava štítu posázená zlatými liliemi.
Velký znak je doplněn čestnými řády, které město obdrželo. Jsou to
- Řád osvobození (dekret z 24. března 1945)[1] (heraldicky napravo)
- Řád čestné legie (dekret z 9. října 1900)[2] (uprostřed)
- Válečný kříž (dekret z 28. července 1919)[3] (heraldicky nalevo)

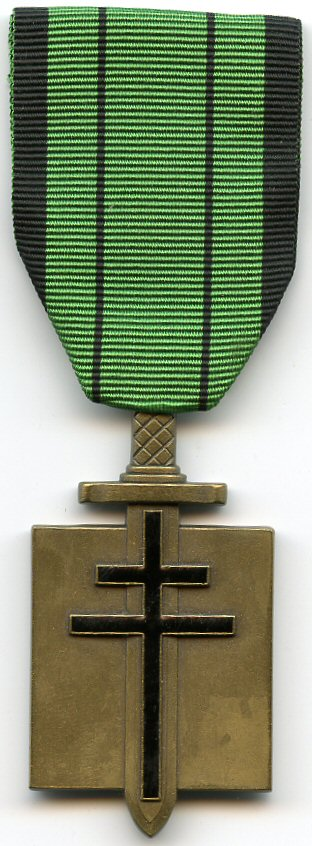
Řád osvobození
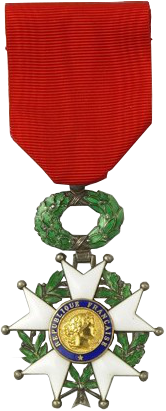
Řád čestné legie
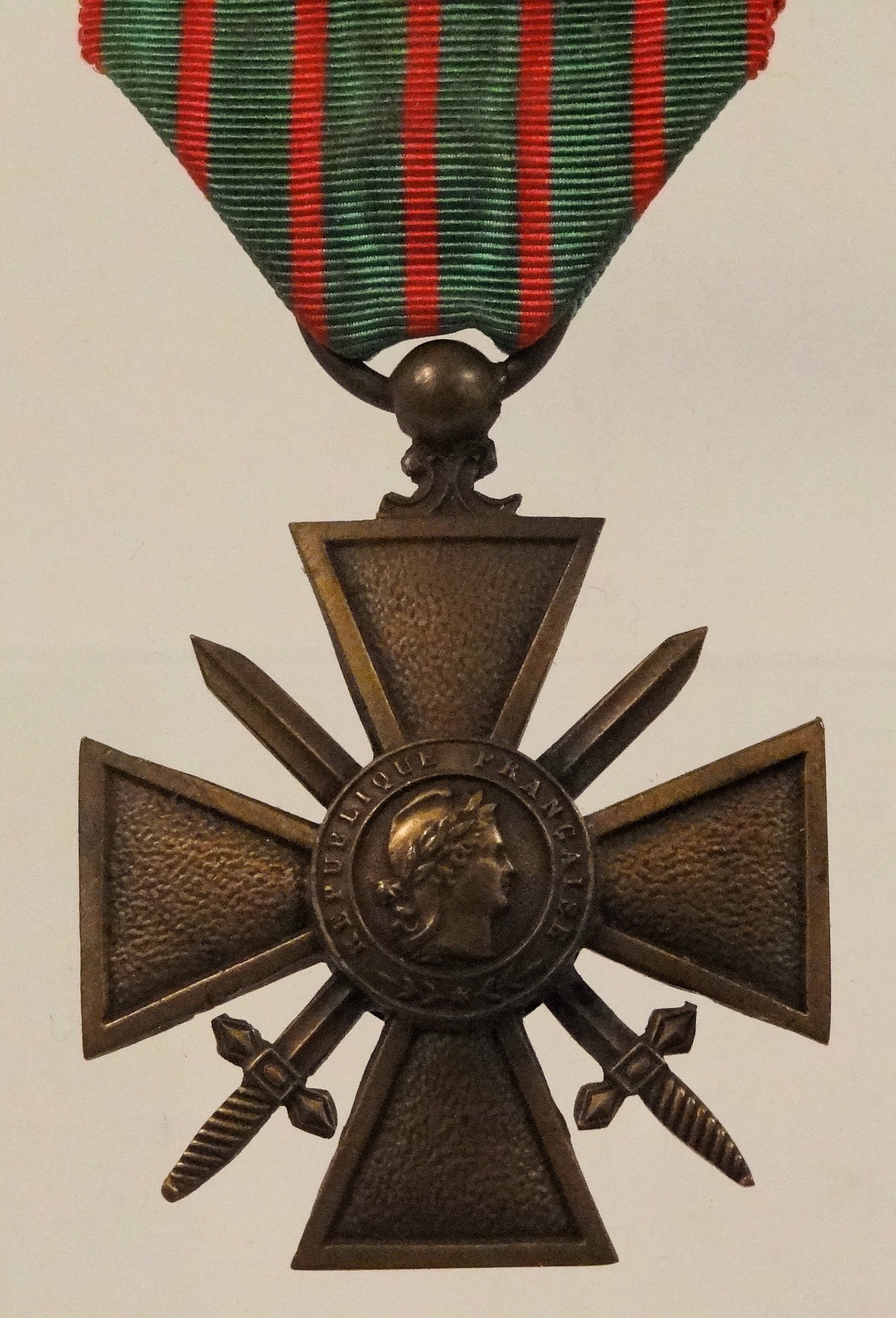
Válečný kříž

Na štítu spočívá zlatá zděná koruna s pěti viditelnými listy ve tvaru čtyřhranných věží s bránou a cimbuřím. Štít je obklopen na heraldicky pravé straně dubovou ratolestí a zleva vavřínem. Pod štítem se nachází deviza „FLUCTUAT NEC MERGITUR“ (česky Zmítá se, ale nepotápí).

## Symbolika
Loď byla tradičním symbolem mocného a bohatého cechu obchodníků, kteří měli ve středověku největší vliv na složení městské rady a tím i na chod města. Plavidlo se stalo jejich symbolem proto, že své zboží dováželi do města po Seině.
Latinská deviza města „Fluctuat nec mergitur“ odkazuje na loď ve štítu, ovšem symbolizuje též historické zvraty a revoluce, kterými město muselo projít, a přesto zůstalo nezlomeno.

## Historie
Loď nebo bárka byla sice symbolem středověkého cechu obchodníků, ovšem symbol lodě lze vysledovat již v dobách galo-římské Lutetie. Její vzhled byl však odlišný a nejednalo se o heraldické znamení v dnešním slova smyslu.
První písemná zmínka o znaku Paříže pochází z roku 1190, když Filip II. August při svém odjezdu do Svaté země, potvrdil městu Paříži znak: štít, jehož pole je červené se stříbrnou lodí, modrá hlava štítu se zlatými liliemi.
Svatý Ludvík přiznal poprvé oficiálně pečeť Paříži. Tato pečeť dovolovala ověřovat akta, která přijal prévôt des marchands (představitel města Paříže). Na pečeti ze 14. století se nachází latinský opis „Sigillum mercatorum aquæ Parisius“ (Pečeť pařížských obchodníků po vodě) a symbol lodě.
Když byla během Francouzské revoluce zrušena šlechta dekretem z 20. června 1790, byly zároveň zrušeny i všechny odpovídající erby. Město Paříž rychle vyhovělo a vlastní znak odstranilo v listopadu téhož roku.
Teprve za prvního císařství dostala města opět povolení oficiálně používat znaky. Paříž obdržela právo znovu používat znak patentem Napoleona I. 29. ledna 1811. Vzhled znaku byl zároveň upraven tak, že v hlavě štítu, která měla červenou barvu jako zbylé pole, byly namísto lilií tři zlaté včely. Dále byla na příď lodi umístěna bohyně Isis a nad ni stříbrná hvězda.
Za Restaurace Bourbonů Ludvík XVIII. v roce 1817 patentem vrátil Paříži znak v jeho tradiční podobě s liliemi.
V letech 1848–1853 od doby druhé republiky do počátku druhého císařství byly lilie v modré hlavě štítu nahrazeny hvězdami. Poté Napoleon III. povolil opět vrátit na štít lilie.

Pařížský znak (1811–1814)
Pařížský znak (1848–1853)

## Současné užívání
Znak města Paříže nalezneme dnes na mnoha veřejných zařízeních počínaje Pařížskou radnicí a radnicemi městských obvodů, přes železniční stanice, mosty, školy, Wallaceovy fontány, reklamní sloupy a další městský mobiliář. Velký znak je použitý i na kartě určené k placení na pařížských parkovištích. Znak je také součástí městského loga, které se nachází na mnoha městských ukazatelích, vozidlech, na krytech osvětlení atd. Také Policejní prefektura v Paříži používá znak do značné míry inspirovaný znakem města Paříže. V roce 1965 se znak objevil i na poštovní známce v hodnotě 0,30 franku.
Vzhled některých částí znaku užívaného ve veřejném prostoru kolísá. Loď může mít jeden, dva nebo i tři stěžně a je zobrazována bez vesel i s vesly. Zděná koruna na štítu je tvořena též třemi nebo čtyřmi věžemi.
Štít byl také použit pro logo na Letní olympijské hry, které se konaly v Paříži v roce 1924.

## Barvy Paříže
Tradičními barvami města jsou modrá a červená, jak je vidět i na městské vlajce, která je tvořena listem s dvěma svislými pruhy, modrým a červeným. Jejich užití je známo již z roku 1358, kdy Étienne Marcel, tehdejší prévôt des marchands Paříže a jeho stoupenci nosili během povstání Jacquerie proti Karlu V. čapky napůl červené a napůl modré.

## Galerie užití znaku

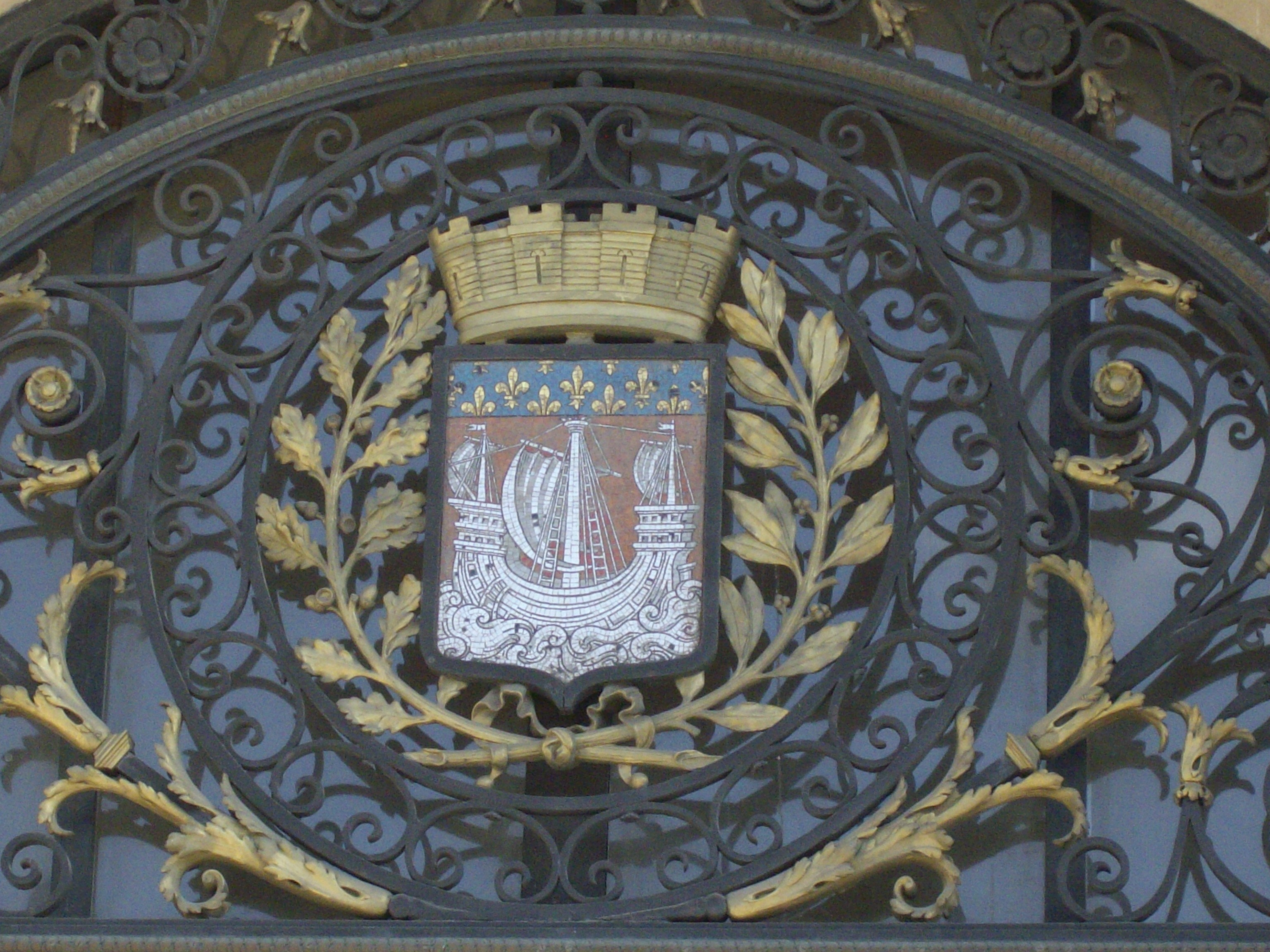
Na budově radnice
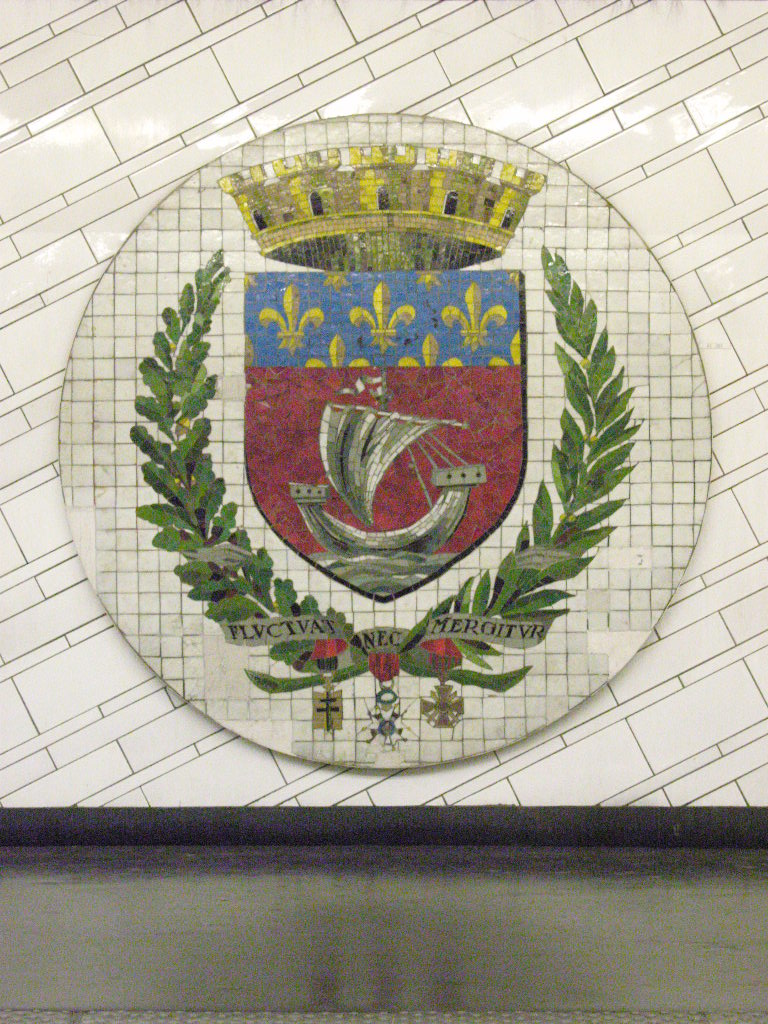
Na stanici metra Hôtel de Ville
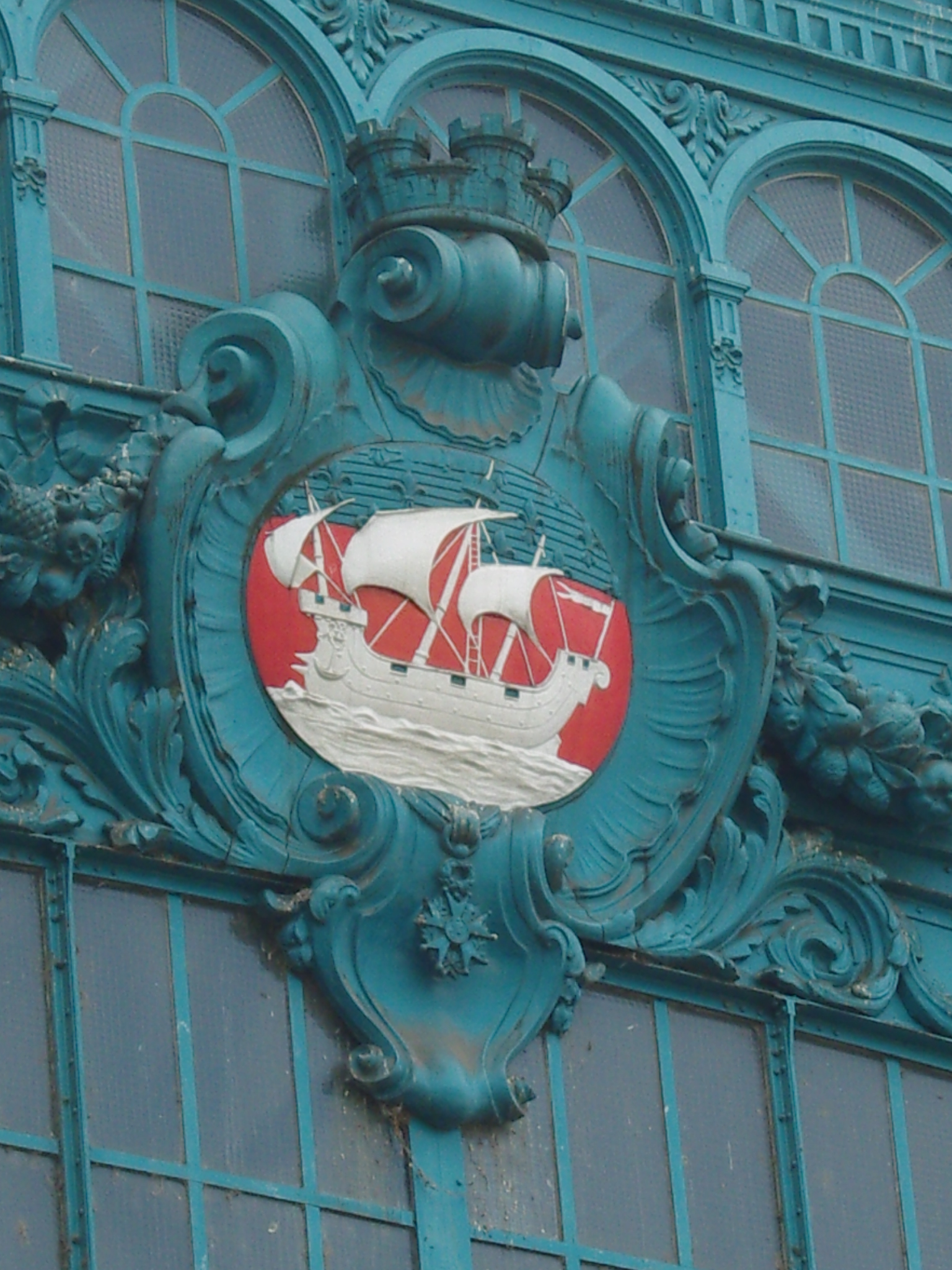
Na budově Slavkovského nádraží
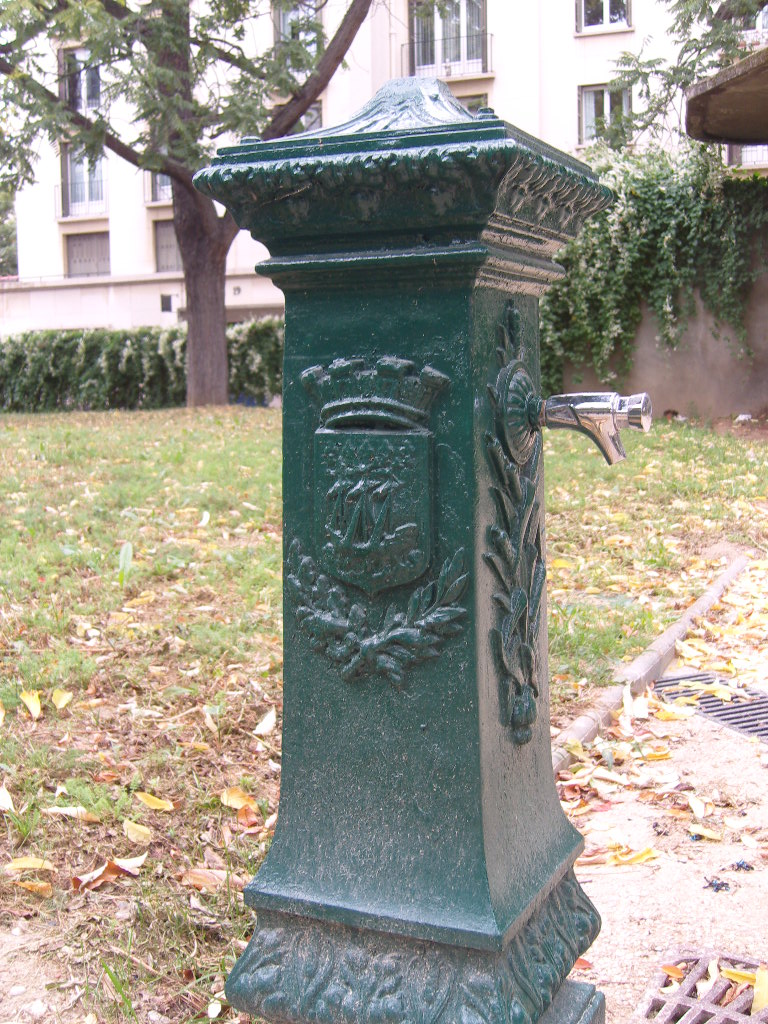
Na Wallaceově fontáně
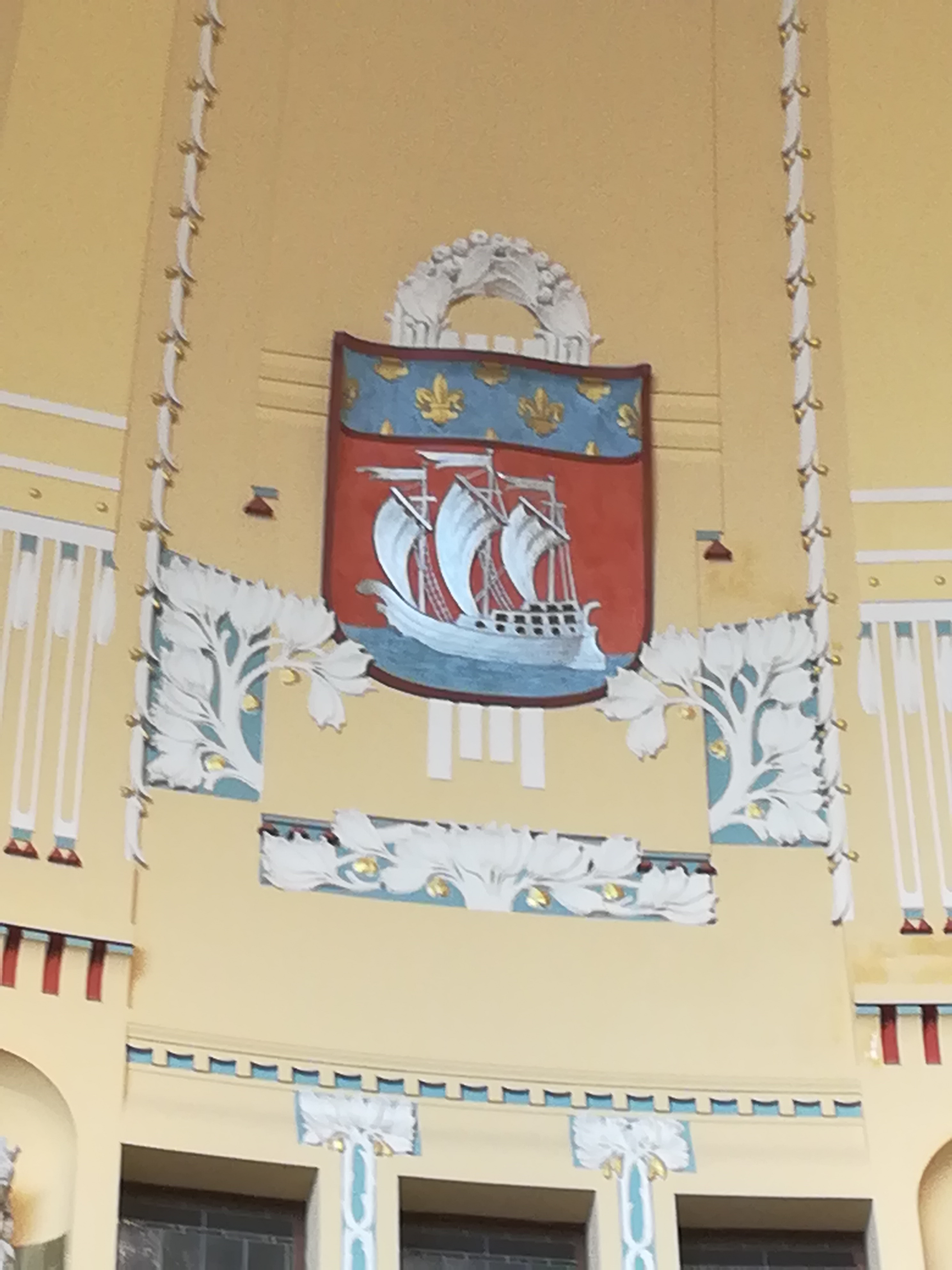
V hlavní hale Fantovy budovy Hlavního nádraží v Praze
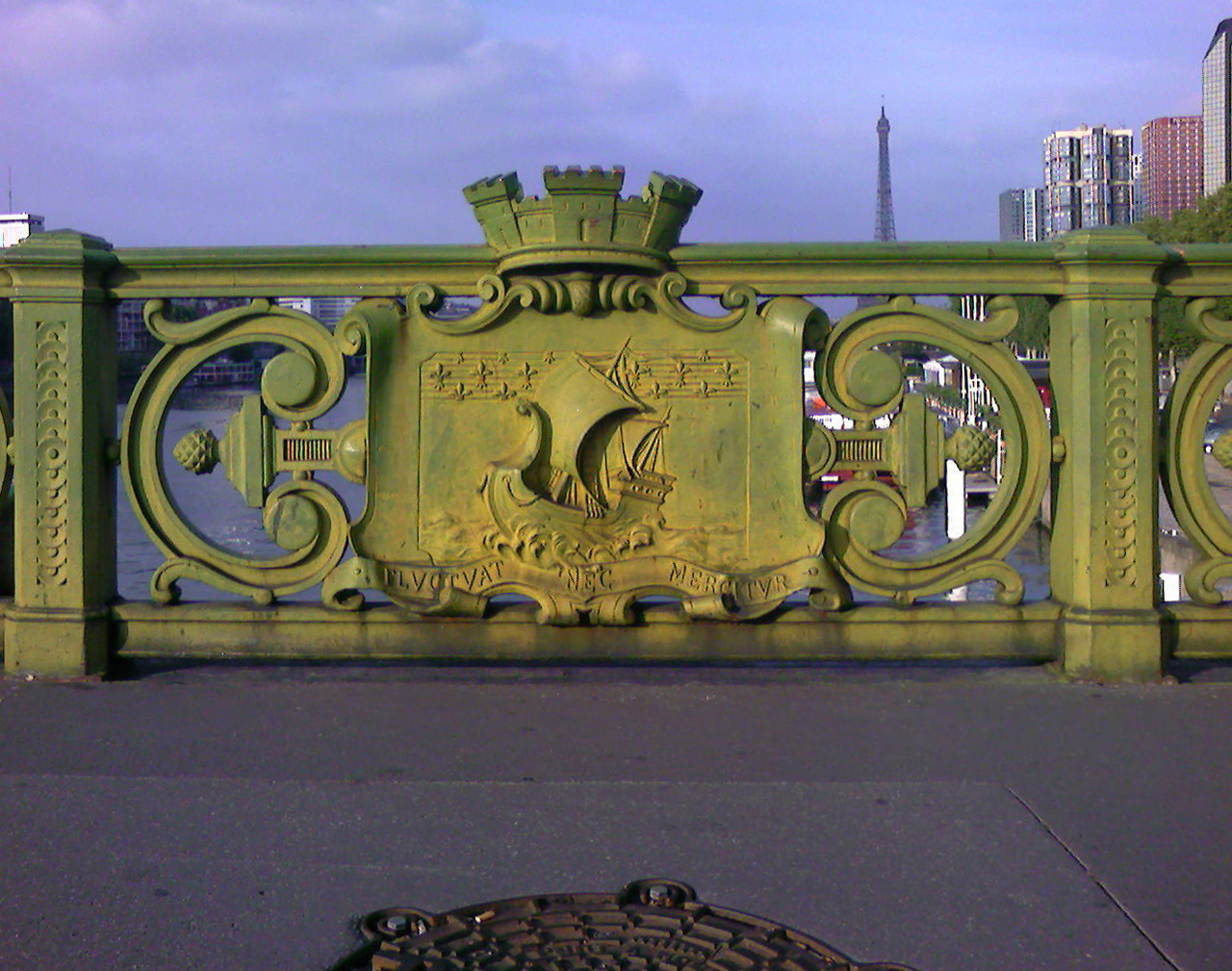
Na mostě Mirabeau